# Júlio Santos (pintor)
 Júlio Santos  (1906 — 1969), foi um pintor português. Pertence à segunda geração de artistas modernistas portugueses.

## Biografia

Natureza Morta (Prémio Columbano 1944)

Foi professor do ensino técnico. Participou na Exposição do Mundo Português, 1940. Em 1944 foi galardoado com o Prémio Columbano (SPN, Lisboa). Está representado em diversas coleções particulares, no Museu do Chiado (Lisboa), no Museu Regional de Évora, etc.
Segundo José Augusto França, de entre os membros da sua geração foi Júlio Santos "quem levou mais longe a exploração modernizante de um esquema paisagístico naturalista. Na sua pintura é possível entender os limites do modernismo em função de estruturas imutáveis da composição e da visão, e definir o sistema que nestes anos 30 se impõe no domínio do paisagismo".